# 완자
완자는 잘게 다진 고기나 생선 등을 둥글게 빚어 익힌 음식이다. 세계 각지에 다양한 고기완자, 생선완자 요리가 있으며, 팔라펠 등 콩으로 만든 것도 존재한다.

## 지역별 완자

### 한국
완자는 잘게 다진 고기에 달걀, 두부 등을 섞어 둥글게 빚은 뒤 밀가루를 바르고 다시 달걀물을 씌워서 기름에 지진 음식이다.

### 아시아
중국의 완자는 완쯔(중국어: 丸子, 병음: wánzi)라 부른다.

### 유럽
이탈리아에서는 폴페타(polpetta)라 부른다.
프랑스에서는 불레트(boulette)라 부른다.

## 같이 보기
- 경단
- 덤플링